# Marij Preneel
Marij Preneel (15 april 1971) is een Belgische politica voor Groen en voormalig districtsburgemeester van Borgerhout.

## Levensloop
Van opleiding is ze licentiaat geschiedenis. Nadat ze afstudeerde werkte ze een tijd als onderzoeker aan de Katholieke Universiteit Leuven. In 2000 begon ze te werken bij het Rijksarchief.
In 2006 werd ze lid van Groen! en ze kwam meteen op voor de gemeenteraadsverkiezingen van 2006 op de kartellijst Groen!-sp.a-spirit voor het district Borgerhout. Door de goede verkiezingsuitslag van het kartel (42,3%) werd Preneel vanop de 3de plaats op de kieslijst verkozen.
Conform afspraken gemaakt tijdens de coalitiebesprekingen, had Marij halverwege de legislatuur districtsschepen in Borgerhout moeten worden in opvolging van Fatima Bali. Bali ontkende echter dat dergelijke ondertekende afspraak bestond, en diende een klacht in jegens haar eigen partij wegens schriftvervalsing, waarna ze door Groen! uit de partij werd gezet. Door deze perikelen werd Preneel pas op 22 februari 2010 aangesteld als nieuwe districtsschepen.
Na de gemeenteraadsverkiezingen van 2012 werd Preneel op 1 januari 2013 disctrictsvoorzitter. Echter, weerom na afspraken tijdens de coalitiebesprekingen, voor slechts de eerste helft van de legislatuur (2013-2015). Vanaf 1 januari 2016 werd het voorzitterschap overgedragen aan Stephanie Van Houtven (sp.a). Zelf werd ze vervolgens districstsschepen voor communicatie en wijkoverleg, openbare werken, groenvoorziening en afvalbeleid. Sinds 1 januari 2019 is Preneel opnieuw districtsburgemeester nadat ze als lijsttrekker van Groen een verkiezingsoverwinning behaalde in Borgerhout en dezelfde coalitie werd voortgezet. Op oudejaarsavond 2023 / Nieuwjaar 2024 draagt ze haar burgemeestersambt over aan Mariam El Osri.
In 2019 erkende ze een vaderschap van een man die illegaal in België verblijft, ondanks negatief advies van het parket.